# 지기 (영화)
"지기"는 한국에서 제작된 이기세 감독의 1920년 영화이다. 안광익 등이 주연으로 출연하였고 이기세 등이 제작에 참여하였다.

## 출연

### 주연
- 안광익
- 이응수
- 윤혁
- 변기종